# Youssef El-Guir
Youssef El-Guir (11 luglio 1970) è un ex giocatore di calcio a 5 belga.

## Carriera
Con la Nazionale maschile di calcio a 5 del Belgio ha disputato due edizioni della Coppa del Mondo; sia nel 1992 che nel 1996 i diavoli rossi sono stati eliminati al secondo turno. El-Guir ha inoltre partecipato al European Futsal Tournament 1996 in cui il Belgio ha conquistato la medaglia di bronzo, superando l'Italia per 3-2 nella finalina. In totale, ha disputato 77 incontri con la nazionale, realizzando 19 reti.